# Moonfesta〜ムーンフェスタ〜
「moonfesta〜ムーンフェスタ〜」は、Kalafinaの11枚目のシングル。2012年7月18日にSME Recordsから発売された。NHK「みんなのうた」で2012年6月 - 7月に放送された。

## 収録曲
（全作詞・作曲・編曲：梶浦由記）

### 通常盤
1. moonfesta～ムーンフェスタ～
NHK「みんなのうた」2012年6-7月放送曲
2. 屋根の向こうに
3. moonfesta～ムーンフェスタ～　instrumental

### 初回生産限定盤
1. moonfesta～ムーンフェスタ～
2. 屋根の向こうに
3. moonfesta～ムーンフェスタ～「みんなのうた」ver.
4. moonfesta～ムーンフェスタ～「みんなのうた」ver.　instrumental

DVD（初回限定盤Aのみ）
1. moonfesta～ムーンフェスタ～　Music Video

BD（初回限定盤Bのみ）
1. moonfesta～ムーンフェスタ～　Music Video
2. moonfesta～ムーンフェスタ～「みんなのうた」ver.

## 収録アルバム
| 曲目                        | アルバム       | 発売日        | 備考               |
| --------------------------- | -------------- | ------------- | ------------------ |
| moonfesta～ムーンフェスタ～ | Consolation    | 2013年3月20日 | スタジオ・アルバム |
| moonfesta～ムーンフェスタ～ | THE BEST “Red” | 2014年7月14日 | ベストアルバム     |